# Stookie
Stookie är en skotsk TV-serie från 1985.

## Om TV-serien
Stookie regisserades av David Andrews. Manuset skrevs av James Graham och Allan Prior. Serien sändes i svensk TV under slutet av 1980-talet.

## Rollista
- Mark McKeown – Tom McEwan
- Stephen Cotter – David Munro
- Ewen Emery – polis
- Garrick Hagon – Sawyer
- Stuart Hepburn – PC Hendrie
- David McKay – Stookie Doyle
- Melanie McLean – Kirsty Munro
- Leonard O'Malley – 'Big' Harper
- Caroline Paterson – Eve Peel